# Perle (U-Boot)
Die Perle (S606) ist ein taktisches Atom-U-Boot der französischen Marine. Der Name geht auf ein im Zweiten Weltkrieg eingesetztes U-Boot der Saphir-Klasse zurück und bedeutet „Perle“. Das Schiff ist das sechste und somit letzte gebaute U-Boot der Rubis-Klasse.
Gemeinsam mit der Améthyste (S605) war das U-Boot eine Weiterentwicklung gegenüber den übrigen Schiffen der Rubis-Klasse und wird deshalb in verschiedenen Quellen als Boot der Améthyste-Klasse bezeichnet.
Am 12. Juni 2020 brach während einer Überholung in einem Trockendock von Toulon ein Feuer an Bord aus. Nach Angaben der Marine wurde niemand verletzt, und es bestand keine Gefahr durch radioaktives Material, schon weil sich weder Waffen noch nuklearer Treibstoff an Bord befunden hätten.
Der Bug-Teil der Perle war nach dem Brand nicht mehr brauchbar. Da das Schwesterschiff Saphir am Heck beschädigt war, wurden der Bug der Saphir und das Heck der Perle zusammengefügt. Das entstandene Schiff ist ca. 1,4 m länger als jedes der beiden ursprünglichen Fahrzeuge.
Am 26. September 2022 kam es auf der Perle noch während der von dem staatlichen Unternehmen Naval Group ausgeführten Instandsetzungsarbeiten im Militärhafen Toulon erneut zu einem Brand, der noch an demselben Tag unter Kontrolle gebracht wurde. Nach Angaben der Behörden handelte es sich um einen Schwelbrand; der Zwischenfall sei deutlich weniger schwer als der Brand von 2020. Es habe auch diesmal kein Risiko radioaktiver Kontamination oder von Verstrahlung bestanden. Das Schiff habe zwar nuklearen Brennstoff an Bord gehabt, der Reaktor sei jedoch heruntergefahren gewesen. Ob der Zwischenfall die für das erste Halbjahr 2023 geplante Wiederaufnahme des Betriebs der Perle verzögern werde, war zunächst nicht klar.
Die Wiederinbetriebnahme der Perle gilt als wichtiger Bestandteil der französische Seekriegsstrategie, die den Einsatz sechs atomgetriebener Jagd-U-Boote, darunter der Perle, vorsieht, die sowohl die strategischen U-Boote des Landes unterstützen als auch als Begleitschutz für den Flugzeugträger Charles de Gaulle dienen sollen.